# Пол Парсонс
Пол Парсонс (англ. Paul Parsons) — колишній редактор часопису Фокус компанії Бі Бі Сі (BBC). Він написав багато науково-популярних статей, які публікувалися у різних журналах від Telegraph до FHM. Кількісний аналітик спортивної торгової компанії Botsphere, де він застосовує статистичні моделі, складні програмні засоби та вісім років університетської математики та природничої освіти, щоб з'ясувати, хто виграє третю годину в Аскоті.

## Книги
Він є автором кількох книг, зокрема Science 1001, How to Destroy the Universe: And 34 Other Really Interesting Uses of Physics, The Periodic Table, 3-Minute Stephen Hawking і 30‑Second Theories (Теорії за 30 секунд). Його книжка «Наука доктора Хто» номінувалася на премію наукових книг Королівського товариства.